# Saint-Cyr-la-Campagne
Saint-Cyr-la-Campagne ist eine französische Gemeinde mit 429 Einwohnern (Stand: 1. Januar 2022) im Département Eure in der Region Normandie (vor 2016 Haute-Normandie). Die Gemeinde gehört zum Arrondissement Bernay und zum Kanton Grand Bourgtheroulde. Die Einwohner werden Saint-Cyriens genannt.

## Geografie
Saint-Cyr-la-Campagne liegt in Nordfrankreich etwa 20 Kilometer südsüdwestlich von Rouen. Das Gemeindegebiet wird vom Flüsschen Oison durchquert. Umgeben wird Saint-Cyr-la-Campagne von den Nachbargemeinden Elbeuf im Norden, Saint-Pierre-lès-Elbeuf im Nordosten, Saint-Didier-des-Bois im Osten und Süden, Saint-Germain-de-Pasquier im Süden und Südwesten sowie La Saussaye im Westen.
Im östlichen Gemeindegebiet liegt der Flugplatz Saint-Cyr-la-Campagne.

## Bevölkerungsentwicklung
| Jahr                       | 1962 | 1968 | 1975 | 1982 | 1990 | 1999 | 2006 | 2019 |
| -------------------------- | ---- | ---- | ---- | ---- | ---- | ---- | ---- | ---- |
| Einwohner                  | 234  | 273  | 317  | 364  | 404  | 370  | 402  | 435  |
| Quellen: Cassini und INSEE |      |      |      |      |      |      |      |      |

## Sehenswürdigkeiten
- Kirche Saint-Cyr et Sainte-Julitte

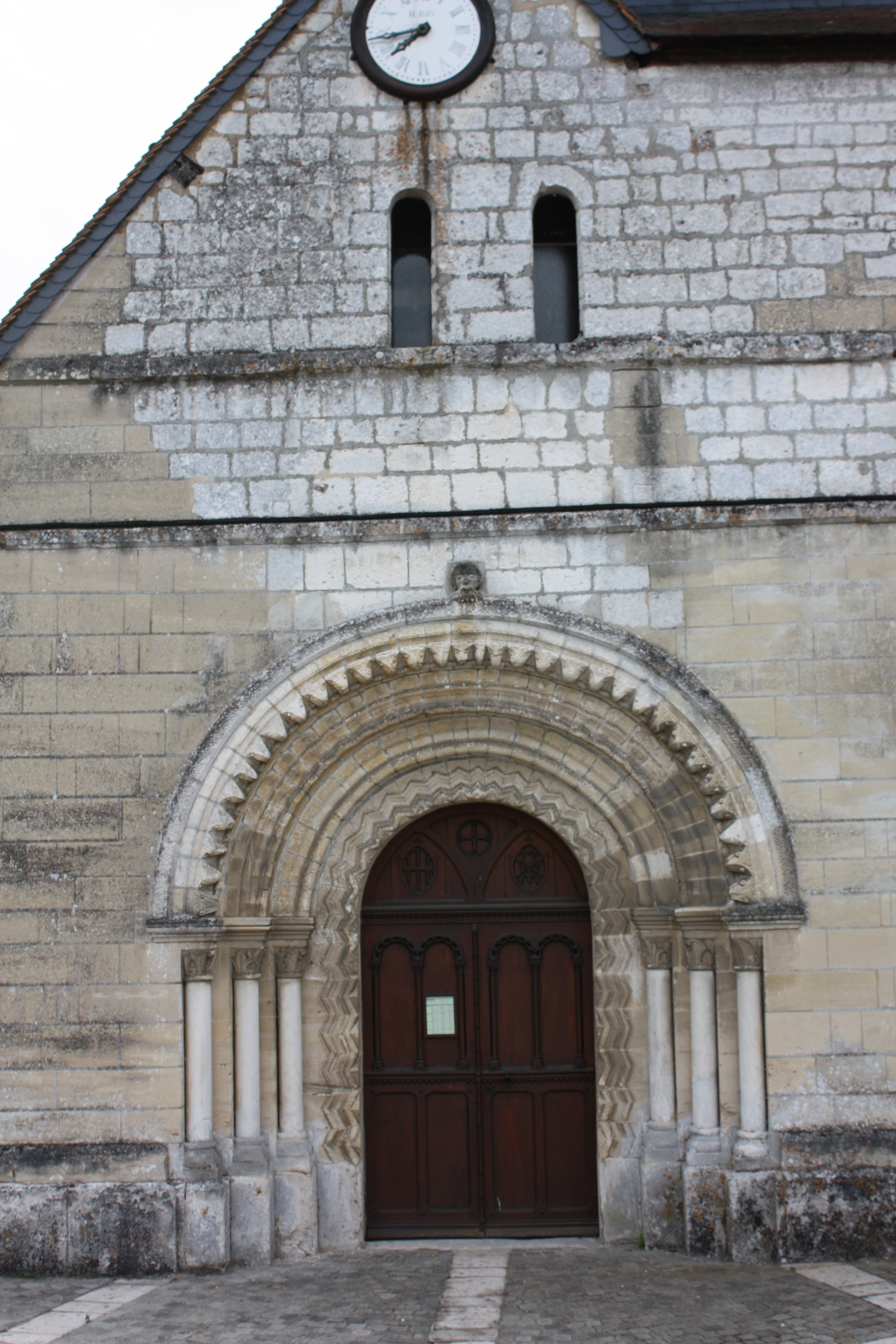
Eingang zur Kirche Saint-Cyr-rt-Sainte-Julitte